# Pierre Cadéac
Pour les articles homonymes, voir Cadéac (homonymie).
Pierre Cadéac est un musicien et compositeur français, actif à Auch et sans doute dans la région, vers 1535-1565.

## Biographie
On sait très peu de choses de la vie de Pierre Cadéac. En 1551, il est cité dans un poème latin publié à la louange du collège d’Auch, aux vers 205-206.
Musica Cadeaco tumet, Euterpeque Marando,
Alter concentus, organa et alter amat.
Il est donc déjà identifié à Auch, à cette date, peut-être au collège, peut-être à la cathédrale. En 1556, la page de titre de sa messe Alma redemptoris indique qu’il était maître des enfants de chœur de l’église d’Auch, probablement la cathédrale (voir l'illustration) ; c’est la seule de ses éditions qui indique son emploi.
À quoi l’on peut seulement ajouter qu’il pourrait être originaire du bourg de Cadéac (au sud de Lannemezan), et que les dates de première édition de ses œuvres le montrent actif vers la période 1535-1565. On peut supposer qu’il n’a jamais quitté sa Gascogne natale, et qu’il est né vers 1505-1510. Peut-être est-il mort lors de la peste d’Auch, en 1564 ?
Quoiqu’il soit resté éloigné du centre parisien, le nombre de ses pièces publiées de son vivant (8 messes, 4 magnificats, environ 23 motets, 11 chansons) prouve qu’il a joui d’une certaine notoriété.
La ville d’Auch a donné son nom à une impasse.

## Œuvres
Dans sa musique profane comme dans sa musique sacrée, Cadéac utilise un style assez simple, avec des homophonies fréquentes : les phrases sont courtes, la polyphonie peu élaborée, avec des tierces et des sixtes parallèles fréquentes. Il rappelle le style qui prévaut dans les années 1530 dans la "chanson parisienne", assez éloigné du contrepoint plus complexe qui prévaut dans les Flandres.

### Messes et fragments

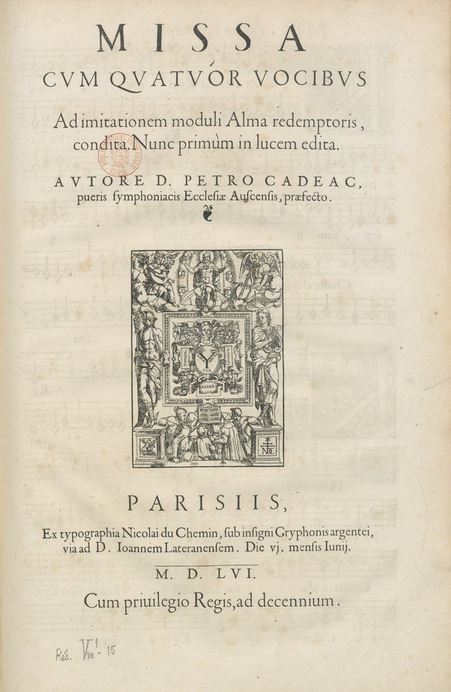
Page de titre de Pierre Cadéac, messe Alma redemptoris (Paris : Nicolas Du Chemin, 1556). (c) BnF Gallica.

- Missa [sans nom], 4 v. (Paris, Adrian Le Roy et Robert Ballard, 1553) : RISM 15531 = Lesure 1955 n° 6.
- Missa Alma redemptoris, 4 v. (Paris : Nicolas Du Chemin, 1553) : RISM C 14 = Lesure 1953 n° 48.

Numérisée sur Gallica.
Réémise en 1568 sous un titre collectif : Lesure 1953 n° 93.
- Missa Trop de regretz, 4 v. (Paris : Nicolas Du Chemin, 1556) : Lesure 1953 n° 36 (manque à RISM Recueils XVIe – XVIIe siècles).
- Missa Les haults boys, 4 v. (Paris : Adrian Le Roy et Robert Ballard, 1558) : RISM 15581 = Lesure 1955 n° 39.
- Missa Ad placitum, 4 v.
- Missa Ego sum panis, 4 v.
- Missa Levavi oculos, 4 v., toutes trois extraites de Missa tres Petro Cadeac prestantissimo musico auctore, nunc primum in lucem aedite, cum quatuor vocibus, ad imitationen modulorum... Paris : Adrian Le Roy et Robert Ballard, 1558. RISM C 15 = Lesure 1955 n° 38.

La messe Ad placitum a été copiée en 1591 à Madrid par le maître écrivain Isaac Bertout pour la chapelle royale de Madrid.
La messe Levavi oculos meos est éditée par E. E. Stein dans Twelve Franco-Flemish masses of the early sixteenth century (Rochester (NY), 1941).
- Credo, 8 v. (Nuremberg, J. Montanus et U. Neuber, 1564) : RISM 15641.

### Cantiques
- Magnificat à 4 v. : RISM 15578 = Lesure 1955 n° 30.
- 3 magnificat à 4 v., des 6e, 8e et 1er tons. Wien ÖNB : Ms. 16245.

### Motets

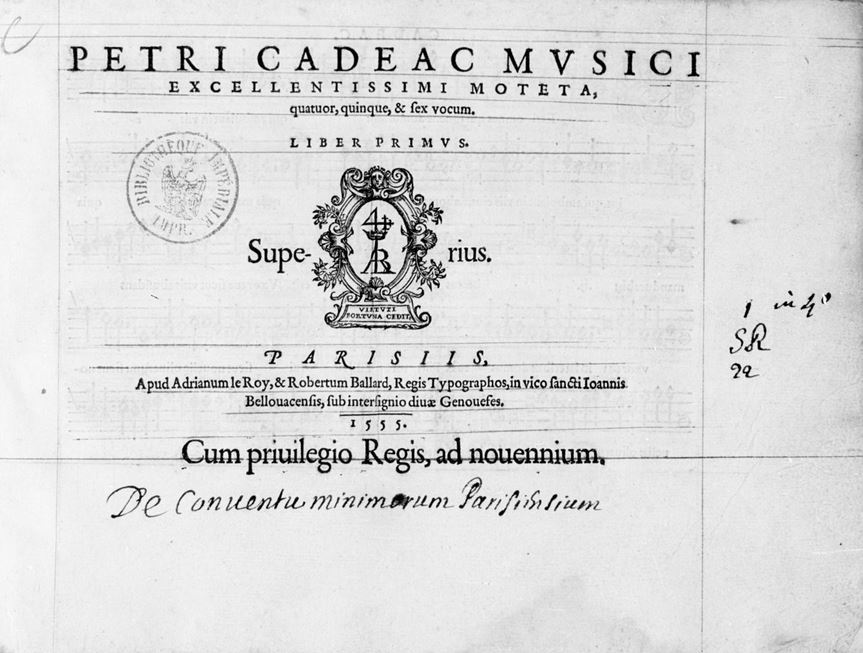
Page de titre des motets de Pierre Cadéac (Paris, Adrian Le Roy et Robert Ballard, 1555). (c) BnF Gallica.

- Petri Cadeac musici excellentissimi moteta, quatuor, quinque & sex vocum. Liber primus. - Paris : Adrian Le Roy et Robert Ballard, 1555. RISM C 13 = Lesure 1955 n° 15.

Contient 18 motets de 4 à 6 voix. Numérisé sur Gallica. On n’a pas de trace d’un Liber secundus.
- Quinze autres motets de 2 à 6 v. sont répartis dans six recueils parus entre 1535 et 1554[6].

Deux sont édités dans A. Smijers et A.T. Merritt, Treize livres de motets parus chez Pierre Attaingnant en 1534 et 1535, 13 (Monaco, 1963).
- Un motet Regi seculorum invisibili à 12 v. est attribué à un "Paulus Cadeac" dans un recueil allemand tardif (Nuremberg, U. Neuber, 1568) : RISM 15687 ; probablement s’agit-il du même musicien.

Il doit être remarqué que des motets de Cadéac ont été imprimés à Paris, Nuremberg, Strasbourg et Venise, ce qui signifie que sa musique a été appréciée à une échelle européenne.

### Chansons

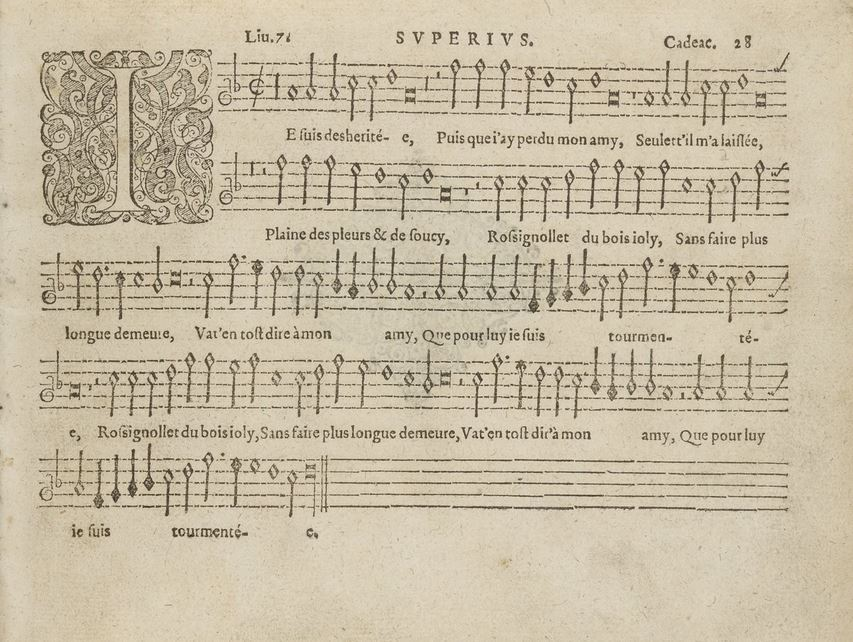
La chanson Je suis déshéritée de Pierre Cadéac dans le Livre septiesme des chansons (Anvers, Pierre Phalèse, 1592). (c) BnF Gallica.

Les onze chansons à 4 voix de Cadéac ont d’abord été imprimées entre 1538 et 1541 à Paris chez Pierre Attaingnant et à Lyon chez Jacques Moderne, avant d’être reprises par d’autres imprimeurs jusque vers 1567 (chez Nicolas Du Chemin à Paris). Ses chansons ont été mises en tablature de luth une petite dizaine de fois, entre 1546 et 1574. Parmi elles, la chanson Je suis deshéritée a eu une destinée particulière. Publiée tout d’abord sous le nom de "Lupus" en 1534 puis en 1538 chez Attaingnant, elle l’est ensuite sous le nom de Cadéac et est incluse dans le fameux Septième livre des chansons vulgaires, réédité de nombreuses fois jusqu’au milieu du XVIIe siècle dans les Flandres. Elle a aussi servi de thème à des messes de Jean Maillard, Roland de Lassus et Giovanni Pierluigi da Palestrina, ou à des chansons de Jacotin ou de Pierre Certon, notamment.